# Henrich Steffens
Henrich, Henrik o Heinrich Steffens (2 de mayo de 1773 - 13 de febrero de 1845), filósofo, científico y poeta noruego, fue uno de los representantes más destacados de la Naturphilosophie.

## Obra
Amigo y seguidor de Schelling y Schleiermacher, la formación científica de Steffens le permitió corregir los excesos especulativos de estos últimos. Steffens defendió la individualización como el principio fundamental del reino orgánico. Cuanto más elevada fuese la posición ocupada por un organismo en la escala del desarrollo, más definida estaría su individualidad. Este principio fue desarrollado a partir de sus conocimientos en geología, a diferencia de Lorenz Oken, que desarrolló la misma teoría sobre bases biológicas.  